# Lista de países por taxa de natalidade

Países por taxa de natalidade, 2017.

| Lugar por Estado Soberano | Lugar por Entidade | Entidade                                | Taxa de Natalidade | ! Data             |
| ------------------------- | ------------------ | --------------------------------------- | ------------------ | ------------------ |
| —                         | —                  | Mundo                                   |                    |                    |
| 1                         | 1                  | Niger                                   | 103.58             | 2007 est.          |
| 2                         | 2                  | Mali                                    | 50.94              | since all the time |
| 3                         | 3                  | Uganda                                  | 48.12              | 2007 est           |
| 4                         | 4                  | Afeganistão                             | 46.21              | 2007 est.          |
| 5                         | 5                  | Serra Leoa                              | 45.41              | 2007 est.          |
| 6                         | 6                  | Burkina Faso                            | 45.28              | 2007 est.          |
| 7                         | 7                  | Somália                                 | 44.60              | 2007 est.          |
| 8                         | 8                  | Angola                                  | 44.51              | 2007 est.          |
| 9                         | 9                  | Libéria                                 | 43.75              | 2007 est.          |
| 10                        | 10                 | República Democrática do Congo          | 42.96              | 2007 est.          |
| 11                        | 11                 | Iémen                                   | 42.67              | 2007 est.          |
| 12                        | 12                 | Chade                                   | 42.35              | 2007 est.          |
| 13                        | 13                 | República do Congo                      | 42.96              | 2007 est.          |
| 14                        | 14                 | Malawi                                  | 42.09              | 2007 est.          |
| 15                        | 15                 | Burundi                                 | 41.97              | 2007 est.          |
| 16                        | 16                 | Guiné                                   | 41.53              | 2007 est.          |
| 17                        | 17                 | Zâmbia                                  | 40.78              | 2007 est.          |
| 18                        | 18                 | Mauritânia                              | 40.56              | 2007 est.          |
| —                         | 19                 | Mayotte (França)                        | 40.35              | 2007 est.          |
| 19                        | 20                 | Nigéria                                 | 40.20              | 2007 est.          |
| 20                        | 21                 | Ruanda                                  | 40.16              | 2007 est.          |
| 21                        | 22                 | São Tomé e Príncipe                     | 39.72              | 2007 est.          |
| 22                        | 23                 | Djibuti                                 | 39.07              | 2007 est.          |
| 23                        | 24                 | Quénia                                  | 38.94              | 2007 est.          |
| —                         | 25                 | Gaza                                    | 38.90              | 2007 est.          |
| 24                        | 26                 | Gâmbia                                  | 38.86              | 2007 est.          |
| 25                        | 27                 | Madagáscar                              | 38.60              | 2007 est.          |
| 26                        | 28                 | Moçambique                              | 38.54              | 2007 est.          |
| 27                        | 29                 | Benim                                   | 38.10              | 2007 est.          |
| 28                        | 30                 | Senegal                                 | 37.40              | 2007 est.          |
| 29                        | 31                 | Etiópia                                 | 37.39              | 2007 est.          |
| 30                        | 32                 | Togo                                    | 36.83              | 2007 est.          |
| 31                        | 33                 | Guiné-Bissau                            | 36.81              | 2007 est.          |
| 32                        | 34                 | Comores                                 | 36.35              | 2007 est.          |
| 33                        | 35                 | Gabão                                   | 35.96              | 2007 est.          |
| 34                        | 36                 | Tanzânia                                | 35.95              | 2007 est.          |
| 35                        | 37                 | Haiti                                   | 35.87              | 2007 est.          |
| 36                        | 38                 | Omã                                     | 35.76              | 2007 est.          |
| 37                        | 39                 | Guiné Equatorial                        | 35.16              | 2007 est.          |
| 38                        | 40                 | Camarões                                | 35.07              | 2007 est.          |
| 39                        | 41                 | Laos                                    | 34.98              | 2007 est.          |
| 40                        | 42                 | Sudão                                   | 34.86              | 2007 est.          |
| 41                        | 43                 | Costa do Marfim                         | 34.69              | 2007 est.          |
| 42                        | 44                 | Maldivas                                | 34.20              | 2007 est.          |
| 43                        | 45                 | Eritreia                                | 33.97              | 2007 est.          |
| 44                        | 46                 | República Centro-Africana               | 33.52              | 2007 est.          |
| 45                        | 47                 | Butão                                   | 33.28              | 2007 est.          |
| 46                        | 48                 | Ilhas Marshall                          | 32.37              | 2007 est.          |
| 47                        | 49                 | Iraque                                  | 31.44              | 2007 est.          |
| —                         | 50                 | Cisjordânia                             | 30.99              | 2007 est.          |
| 48                        | 51                 | Kiribati                                | 30.48              | 2007 est.          |
| 49                        | 52                 | Nepal                                   | 30.46              | 2007 est.          |
| 50                        | 53                 | Gana                                    | 29.85              | 2007 est.          |
| 51                        | 54                 | Bangladesh                              | 29.36              | 2007 est.          |
| 52                        | 55                 | Ilhas Salomão                           | 29.27              | 2007 est.          |
| 53                        | 56                 | Arábia Saudita                          | 29.10              | 2007 est.          |
| 54                        | 57                 | Guatemala                               | 29.09              | 2007 est.          |
| 55                        | 58                 | Paraguai                                | 28.77              | 2007 est.          |
| 56                        | 59                 | Papua-Nova Guiné                        | 28.76              | 2007 est.          |
| 57                        | 60                 | Belize                                  | 28.34              | 2007 est.          |
| —                         | 61                 | Samoa                                   | 28.28              | 2007 est.          |
| 58                        | 62                 | Zimbabué                                | 27.72              | 2007 est.          |
| 59                        | 63                 | Honduras                                | 27.59              | 2007 est.          |
| 60                        | 64                 | Paquistão                               | 27.52              | 2007 est.          |
| 61                        | 65                 | Tadjiquistão                            | 27.33              | 2007 est.          |
| 62                        | 66                 | Síria                                   | 27.19              | 2007 est.          |
| 63                        | 67                 | Essuatíni                               | 26.98              | 2007 est.          |
| 64                        | 68                 | Timor-Leste                             | 26.77              | 2007 est.          |
| 65                        | 69                 | Uzbequistão                             | 26.46              | 2007 est.          |
| 66                        | 70                 | El Salvador                             | 26.13              | 2007 est.          |
| 67                        | 71                 | Líbia                                   | 26.09              | 2007 est.          |
| 68                        | 72                 | Camboja                                 | 25.53              | 2007 est.          |
| 69                        | 73                 | Turquemenistão                          | 25.36              | 2007 est.          |
| 70                        | 74                 | Lesoto                                  | 24.72              | 2007 est.          |
| 71                        | 75                 | Filipinas                               | 24.48              | 2007 est.          |
| 72                        | 76                 | Nauru                                   | 24.47              | 2007 est.          |
| 73                        | 77                 | Cabo Verde                              | 24.40              | 2007 est.          |
| 74                        | 78                 | Micronésia                              | 24.14              | 2007 est.          |
| 75                        | 79                 | Nicarágua                               | 24.12              | 2007 est.          |
| 76                        | 80                 | Tonga                                   | 23.67              | 2007 est.          |
| 77                        | 81                 | Namíbia                                 | 23.52              | 2007 est.          |
| 78                        | 82                 | Botswana                                | 23.17              | 2007 est.          |
| 79                        | 83                 | Quirguistão                             | 23.08              | 2007 est.          |
| 80                        | 84                 | República Dominicana                    | 22.91              | 2007 est.          |
| 81                        | 85                 | Bolívia                                 | 22.82              | 2007 est.          |
| 82                        | 86                 | Índia                                   | 22.69              | 2007 est.          |
| 83                        | 87                 | Malásia                                 | 22.65              | 2007 est.          |
| 83                        | 88                 | Egipto                                  | 22.53              | 2007 est.          |
| 84                        | 89                 | Tuvalu                                  | 22.43              | 2007 est.          |
| 85                        | 90                 | Fiji                                    | 22.37              | 2007 est.          |
| 86                        | 91                 | Vanuatu                                 | 22.35              | 2007 est.          |
| 87                        | 92                 | Kuwait                                  | 21.95              | 2007 est.          |
| 88                        | 93                 | Equador                                 | 21.91              | 2007 est.          |
| 89                        | 94                 | Granada                                 | 21.87              | 2007 est.          |
| -                         | 95                 | Samoa Americana (EUA)                   | 21.83              | 2007 est.          |
| 90                        | 96                 | Marrocos                                | 21.64              | 2007 est.          |
| -                         | 97                 | Turks e Caicos (Reino Unido)            | 21.48              | 2007 est.          |
| 91                        | 98                 | Panamá                                  | 21.45              | 2007 est.          |
| 92                        | 99                 | Venezuela                               | 21.22              | 2007 est.          |
| 93                        | 100                | Mongólia                                | 21.07              | 2007 est.          |
| -                         | 101                | Ilhas Cook                              | 21.00              | 2001 est.          |
| 94                        | 102                | Jordânia                                | 20.69              | 2007 est.          |
| 95                        | 103                | Jamaica                                 | 20.44              | 2007 est.          |
| 96                        | 104                | México                                  | 20.36              | 2007 est.          |
| 97                        | 105                | Colômbia                                | 20.16              | 2007 est.          |
| 98                        | 106                | Peru                                    | 20.09              | 2007 est.          |
| 99                        | 107                | Indonésia                               | 19.65              | 2007 est.          |
| 100                       | 108                | Santa Lúcia                             | 19.28              | 2007 est.          |
| —                         | 109                | Marianas Setentrionais (EUA)            | 19.27              | 2007 est.          |
| 101                       | 110                | Brunei                                  | 18.56              | 2007 est.          |
| —                         | 111                | Guam (EUA)                              | 18.56              | 2007 est.          |
| 102                       | 112                | Guiana                                  | 18.09              | 2007 est.          |
| 103                       | 113                | Líbano                                  | 18.08              | 2007 est.          |
| 104                       | 114                | Costa Rica                              | 18.02              | 2007 est.          |
| 105                       | 115                | África do Sul                           | 17.94              | 2007 est.          |
| 106                       | 116                | São Cristóvão e Nevis                   | 17.89              | 2007 est.          |
| —                         | 117                | Nova Caledónia (França)                 | 17.75              | 2007 est.          |
| 107                       | 118                | Israel                                  | 17.71              | 2007 est.          |
| 108                       | 119                | Palau                                   | 17.70              | 2007 est.          |
| 109                       | 120                | Bahrein                                 | 17.53              | 2007 est.          |
| 110                       | 121                | Montserrat (Reino Unido)                | 17.51              | 2007 est.          |
| 111                       | 122                | Birmânia                                | 17.48              | 2007 est.          |
| 112                       | 123                | Azerbaijão                              | 17.47              | 2007 est.          |
| 113                       | 124                | Suriname                                | 17.31              | 2007 est.          |
| 114                       | 125                | Bahamas                                 | 17.30              | 2007 est.          |
| 115                       | 126                | Argélia                                 | 17.11              | 2007 est.          |
| 116                       | 127                | Sri Lanka                               | 17.00              | 2007 est.          |
| 117                       | 128                | Vietname                                | 16.63              | 2007 est.          |
| 118                       | 129                | Antígua e Barbuda                       | 16.62              | 2007 est.          |
| 119                       | 130                | Irão                                    | 16.57              | 2007 est.          |
| 120                       | 131                | Argentina                               | 16.53              | 2007 est.          |
| -                         | 132                | Polinésia Francesa (França)             | 16.41              | 2007 est.          |
| 121                       | 133                | Turquia                                 | 16.40              | 2007 est.          |
| 122                       | 134                | Brasil                                  | 16.30              | 2007 est.          |
| 123                       | 135                | Cazaquistão                             | 16.23              | 2007 est.          |
| 124                       | 136                | Emirados Árabes Unidos                  | 16.09              | 2007 est.          |
| 125                       | 137                | São Vicente e Granadinas                | 16.02              | 2007 est.          |
| 126                       | 138                | Gronelândia (Dinamarca)                 | 16.01              | 2007 est.          |
| —                         | 139                | Seychelles                              | 15.83              | 2007 est.          |
| 127                       | 140                | Dominica                                | 15.75              | 2007 est.          |
| 128                       | 141                | Catar                                   | 15.56              | 2007 est.          |
| 129                       | 142                | Tunísia                                 | 15.54              | 2007 est.          |
| 130                       | 143                | Maurícia                                | 15.26              | 2007 est.          |
| 131                       | 144                | Albânia                                 | 15.16              | 2007 est.          |
| 132                       | 145                | Coreia do Norte                         | 15.06              | 2007 est.          |
| 133                       | 146                | Chile                                   | 15.03              | 2007 est.          |
| —                         | 147                | Ilhas Virgens Britânicas (Reino Unido)  | 14.82              | 2007 est.          |
| —                         | 148                | Antilhas Neerlandesas (Países Baixos)   | 14.56              | 2007 est.          |
| 134                       | 149                | Uruguai                                 | 14.41              | 2007 est.          |
| —                         | 150                | Irlanda                                 | 14.41              | 2007 est.          |
| 136                       | 151                | Estados Unidos                          | 14.16              | 2007 est.          |
| —                         | 152                | Ilhas Feroé (Dinamarca)                 | 14.12              | 2007 est.          |
| —                         | 153                | Anguilla (Reino Unido)                  | 13.97              | 2007 est.          |
| 137                       | 154                | Tailândia                               | 13.73              | 2007 est.          |
| —                         | 155                | Ilhas Virgens Americanas (EUA)          | 13.68              | 2007 est.          |
| 138                       | 156                | Nova Zelândia                           | 13.61              | 2007 est.          |
| 139                       | 157                | Islândia                                | 13.57              | 2007 est.          |
| 140                       | 158                | República Popular da China              | 13.45              | 2007 est.          |
| —                         | 159                | Saint-Pierre e Miquelon (França)        | 13.08              | 2007 est.          |
| 141                       | 160                | Trinidad e Tobago                       | 13.07              | 2007 est.          |
| 141                       | 161                | França                                  | 12.91              | 2007 est.          |
| —                         | 162                | Aruba (Países Baixos)                   | 12.83              | 2007 est.          |
| —                         | 163                | Porto Rico (EUA)                        | 12.79              | 2007 est.          |
| 143                       | 164                | Barbados                                | 12.61              | 2007 est.          |
| —                         | 165                | Ilhas Cayman (Reino Unido)              | 12.60              | 2007 est.          |
| 144                       | 166                | Chipre                                  | 12.56              | 2007 est.          |
| 145                       | 167                | Arménia                                 | 12.34              | 2007 est.          |
| 146                       | 168                | Austrália                               | 12.02              | 2007 est.          |
| 147                       | 169                | República da Macedónia                  | 12.02              | 2007 est.          |
| —                         | 170                | Santa Helena (território) (Reino Unido) | 11.93              | 2007 est.          |
| 148                       | 171                | Luxemburgo                              | 11.84              | 2007 est.          |
| 149                       | 172                | Cuba                                    | 11.44              | 2007 est.          |
| 150                       | 173                | Noruega                                 | 11.27              | 2007 est.          |
| 151                       | 174                | Bermudas (Reino Unido)                  | 11.26              | 2007 est.          |
| 152                       | 175                | Montenegro                              | 11.18              | 2007 est.          |
| —                         | 176                | Ilha de Man (Reino Unido)               | 10.96              | 2007 est.          |
| 153                       | 177                | Rússia                                  | 10.92              | 2007 est.          |
| 154                       | 178                | Dinamarca                               | 10.91              | 2005 est.          |
| 155                       | 179                | Moldávia                                | 10.88              | 2007 est.          |
| 156                       | 180                | Canadá                                  | 10.75              | 2007 est.          |
| 157                       | 181                | Países Baixos                           | 10.70              | 2007 est.          |
| -                         | 182                | Gibraltar (Reino Unido)                 | 10.69              | 2007 est.          |
| 158                       | 183                | Roménia                                 | 10.67              | 2007 est.          |
| 159                       | 184                | Reino Unido                             | 10.67              | 2007 est.          |
| 160                       | 185                | Eslováquia                              | 10.65              | 2007 est.          |
| 161                       | 186                | Portugal                                | 10.59              | 2007 est.          |
| 162                       | 187                | Geórgia                                 | 10.54              | 2007 est.          |
| 163                       | 188                | Finlândia                               | 10.42              | 2007 est.          |
| 164                       | 189                | Bélgica                                 | 10.29              | 2007 est.          |
| 165                       | 190                | Malta                                   | 10.28              | 2007 est.          |
| 166                       | 191                | Suécia                                  | 10.20              | 2007 est.          |
| 167                       | 192                | Estónia                                 | 10.17              | 2007 est.          |
| 168                       | 193                | Liechtenstein                           | 10.02              | 2007 est.          |
| -                         | 194                | União Europeia                          | 10.00              | 2007 est.          |
| 169                       | 195                | Espanha                                 | 9.98               | 2007 est.          |
| 170                       | 196                | Polónia                                 | 9.94               | 2007 est.          |
| 171                       | 197                | Coreia do Sul                           | 9.93               | 2007 est.          |
| 172                       | 198                | São Marino                              | 9.89               | 2007 est.          |
| 173                       | 199                | Hungria                                 | 9.66               | 2007 est.          |
| 174                       | 200                | Suíça                                   | 9.66               | 2007 est.          |
| 175                       | 201                | Croácia                                 | 9.63               | 2007 est.          |
| 176                       | 202                | Bulgária                                | 9.62               | 2007 est.          |
| 177                       | 203                | Grécia                                  | 9.62               | 2007 est.          |
| 178                       | 204                | Bielorrússia                            | 9.50               | 2007 est.          |
| 178                       | 204                | Bielorrússia                            | 9.50               | 2007 est.          |
| 179                       | 205                | Letónia                                 | 9.43               | 2007 est.          |
| 180                       | 206                | Singapura                               | 9.17               | 2007 est.          |
| 181                       | 207                | Mónaco                                  | 9.12               | 2007 est.          |
| —                         | 208                | Jersey (Reino Unido)                    | 9.02               | 2007 est.          |
| 182                       | 209                | Eslovénia                               | 9.00               | 2007 est.          |
| 183                       | 210                | Formosa                                 | 8.97               | 2007 est.          |
| 184                       | 211                | República Checa                         | 8.96               | 2007 est.          |
| 185                       | 212                | Lituânia                                | 8.87               | 2007 est.          |
| 186                       | 213                | Bósnia e Herzegovina                    | 8.80               | 2007 est.          |
| 187                       | 214                | Áustria                                 | 8.69               | 2007 est.          |
| —                         | 215                | Guernsey (Reino Unido)                  | 8.65               | 2007 est.          |
| —                         | 216                | Macau (R.P.China)                       | 8.57               | 2007 est.          |
| 188                       | 217                | Itália                                  | 8.54               | 2007 est.          |
| 189                       | 218                | Andorra                                 | 8.45               | 2007 est.          |
| 190                       | 219                | Alemanha                                | 8.20               | 2007 est.          |
| 191                       | 220                | Japão                                   | 8.10               | 2007 est.          |
| —                         | 221                | Hong Kong (R.P.China)                   | 7.34               | 2007 est.          |

Nota: A Taxa de Natalidade é medida por mil: ‰ (i.e. por cada mil habitantes há um determinado número de nascimentos por ano e por uma determinada área geográfica, que pode ser um país, estado, região, cidade, etc.). A Taxa de Natalidade não deve ser confundida com a Taxa de Fecundidade Total (TFT) ou Taxa de Fertilidade Total (TFT), que mede o número médio de filhos por mulher (i.e. uma estimativa do número médio de filhos que uma mulher teria até o fim de seu período reprodutivo, mantidas constantes as taxas observadas na referida data, geralmente é medida por ano e por uma determinada área geográfica), embora haja uma correlação entre as duas.